# Grb Gorskog Karabaha
Grb Gorskog Karabaha je okruglog oblika i njime dominira orao raširenih krila, sa zlatnom krunom, koji u kandžama nosi žito i grožđe. Na orlovim se prsima nalazi štit s panoramom planinskog vijenca, zastavom Gorskog Karabaha, kao i kipom Տատիկ և Պապիկ ("Tatik yev Papik" - "Baka i djed"), koji se nalazi u glavnom gradu Gorskog Karabaha, Stepanakertu.
Iznad orla se nalaze stilizirane sunčeve zrake i natpis "Lernayin Gharabaghi Artsakh Hanrapetoutioun" (Artsak Republika Gorskog Karabaha). 